# Багандалиев, Магомед Багандалиевич
Магомед Багандалиевич Багандалиев (15 декабря 1931 году, Губден, Дагестанская АССР, РСФСР, СССР — ?) — член Верховного Совета Российской Федерации (1990—1993). Министр жилищно-коммунального хозяйства Дагестанской АССР (до 1990 г.).

## Биография
Родился в 1931 году в селе Губден Карабудахкентского района Дагестанской АССР.

## Образование
Выпускник Дагестанского госуниверситета им. В.И.Ленина. Окончил Московский нефтяной институт.

## Политическая деятельность
Член КПСС до августа 1991 года.

### Избрание народным депутатом РСФСР
В 1990 году избран народным депутатом РСФСР. Член Счетной комиссии Съезда народных депутатов РСФСР (с 8 июня 1990 года). Являлся членом Комитета Верховного Совета РФ по строительству, архитектуре и жилищно-коммунальному хозяйству, входил в состав фракции "Суверенитет и равенство", был членом депутатской группы Федерации независимых профсоюзов России.

Замминистра строительства и ЖКХ РД (с 1995 г.). Член республиканской эвакуационной комиссии (с 24 марта 1997 г.).

### Выборы в Госдуму
В 1999 году баллотировался в Государственную Думу второго созыва в составе избиpательного объединения “Союз pаботников жилищно-коммунального хозяйства России”, но не преодолел барьер в 5 %.

## Посттрудовая деятельность
В 2004 году вошёл в состав Совета старейшин при Государственном Совете Республики Дагестан.

## Почётные звания
«Почетный гражданин Карабудахкентского района» (2003).

## Память
С 2012 года проводится Республиканский детский турнир по шахматам памяти М. Б. Багандалиева.